# John Page
John Page   (c. 1760 - agost 1812) fou un músic anglès.
Les poques dades que tenim de Page, ens diuen que des de 1790 a 1795 fou tenor de la capella de Sant Jordi del Castell de Windsor, i posteriorment vicari de la Catedral de Saint Paul de Londres.
Publicà les obres següents: Harmonia sacra, A collection of hymns by various composers, etc. (1804); Festive harmony, The burial service, etc. (1806), i una nova edició del més selecte de Chandos-Anthems, de Händel (1808).